# أرغودان
أرغودان (بالروسية: Аргудан) هي مدينة في مقاطعة قبردينو - بلقاريا في روسيا.
يبلغ عدد سكانها حوالي 7944 نسمة.